# Hipnopedia
Hipnopedia (del griego hipno, sueño, y pedia, educación. En español actual sería educación a través del sueño) es la palabra empleada en la novela Un mundo feliz (Brave New World, de Aldous Huxley) para nombrar al proceso de aprendizaje a través del sueño que padecen los sujetos durante la niñez.
Esta técnica ha sido creída durante mucho tiempo y, aunque no está plenamente refutada, se rechaza como método efectivo de aprendizaje. Es cierto que durante determinadas fases del sueño el cerebro y el tipo de ondas en ese momento activadas, son más sensibles a la recepción de estímulos auditivos, pero no por ello convierten al cerebro en una esponja de conocimiento aplicable. Es decir, puede ocurrir que al día siguiente, cuando el sujeto se despierte, recuerde frases o palabras sueltas, pero no podrá utilizarlas de manera coherente en un discurso.
De hecho, es esa precisamente la crítica que subyace en el libro de Huxley: se trata de un método de manipulación a base de la repetición de determinadas opiniones a modo de frases cortas y memorizables que los científicos graban en el cerebro de los niños al nacer.

## Ejemplos
Como expresara el líder crítico de la trama, Bernard Marx, "Cien repeticiones tres noches por semana, durante cuatro años. Sesenta y dos mil cuatrocientas repeticiones crean una verdad. ¡Idiotas!"
Ejemplos de hipnopedia extraídos del libro, son:

Me gusta tener vestidos nuevos. Los vestidos viejos son feísimos. Nosotros siempre tiramos los vestidos viejos. Tirarlos es mejor que remendarlos

Los niños Delta visten todos de caqui. ¡Oh, no, yo no quiero jugar con niños Delta! Y los Epsilones son todavía peores. [...] Me alegro mucho de ser un Beta

Y un ejemplo de su ineficacia a la hora de poder insertar la información transmitida hipnopédicamente en un discurso consciente:

El Nilo es el río más largo de África y el segundo en longitud de todos los ríos del mundo. Aunque es un poco menos largo que el Mississippi...

A la mañana siguiente, alguien dice:

-Tommy, ¿sabes cuál es el río más largo de África?

El chiquillo niega con la cabeza:

-Pero, ¿no recuerdas algo que empieza: "El Nilo es el..."?

-"El-Nilo-es-el-río-más-largo-de-África-y-el-segundo-en-longitud-de-todos-los-ríos-del-mundo..."-las palabras brotan caudalosamente de sus labios- [...]

-Bueno, entonces, ¿cuál es el río más largo de África?

Los ojos aparecen vacíos de expresión.

-No lo sé.

-Pues el Nilo, Tommy. ¿Cuál es el río más largo del mundo, Tommy?

-No lo sé-solloza.

Como se cita más adelante, "No se puede aprender una ciencia a menos que se sepa de qué se trata".